# 古列索
古列索，是西班牙坎塔布里亚的一个市镇。总面积75平方公里，总人口1765人（2001年），人口密度24人/平方公里。